# Інгер-Лена Ламм
Інгер-Лена Ламм, уроджена Гультберг (швед. Inger-Lena Lamm; 27 грудня 1942) — шведська вчена, математик, фізик. Перша жінка в Швеції, яка добровільно здобула військову освіту, мріяла стати військовим пілотом.

## Біографія
Інгер-Лена Гультберг народилася й виросла в Лунді. Батько був учителем, а мати — літературознавцем. З юності Інгер-Лена зацікавилася технікою. У середній школі зосередилася на математиці, працювала над спеціальним проєктом з аеродинаміки. Її цікавили автомобілі та мотоцикли. Під час вивчення англійської мови в Англії, у свій вільний час спостерігала за літаками в аеропортах Кройдон і Біггін Гілл. Свій перший політ здійснила у Швеції у старому двомісному SK 16.
Вивчала фізику в Лундському університеті. Влітку 1962 року вона стала першою жінкою, що вступила до школи ВПС Швеції у Вестеросі, де більшість часу вона проводила в центральній майстерні як бортінженер. Була єдиною жінкою в групі з 30 осіб, у 1964 році здобула фах бортінженера. Однак було зрозуміло, що її ніколи не допустять до служби у військово-повітряних силах. У результаті Інгер-Лена вирішила продовжити навчання в Лундському університеті.
Здобувши освіту, Ламм працювала медичним фізиком у госпіталі Лундського університету до виходу на пенсію в 2010 році. Займалася дослідженнями в галузі лікування ракових захворювань, була науковим консультантом.